# قيوط (أسطورة)
القيوط (بالإنجليزية: Cooyote)‏ ذئب صغير في أمريكا الشمالية يظهر كثيرا في حكايات الهنود، وهم يصورونه على أنه مخادع، ففي إحدى الأساطير يستطيع القيوط أن يمنع الإله الخالق من أن يحيل بعض الدمى الخشبية إلى حيوانات، فتركها الإله الخالق في غضب، فأخذها القيوط وزرعها، فأنبتت الهنود الأوئل. وفي أسطورة أخرى يكون أحيانا ضحية على نحو ما حدث عندما قتل الحيوان القارض Por cupine عائلة الفيوط بأسرها؛ لأنها خدعته في نصيبه من لحم البقر. ظهر القيوط بعد ذلك في الأدب الشعبي الأمريكي على أنه يلعب شخصية المخادع (كايوتي).